# Pompeii
Ne doit pas être confondu avec Pompéi.

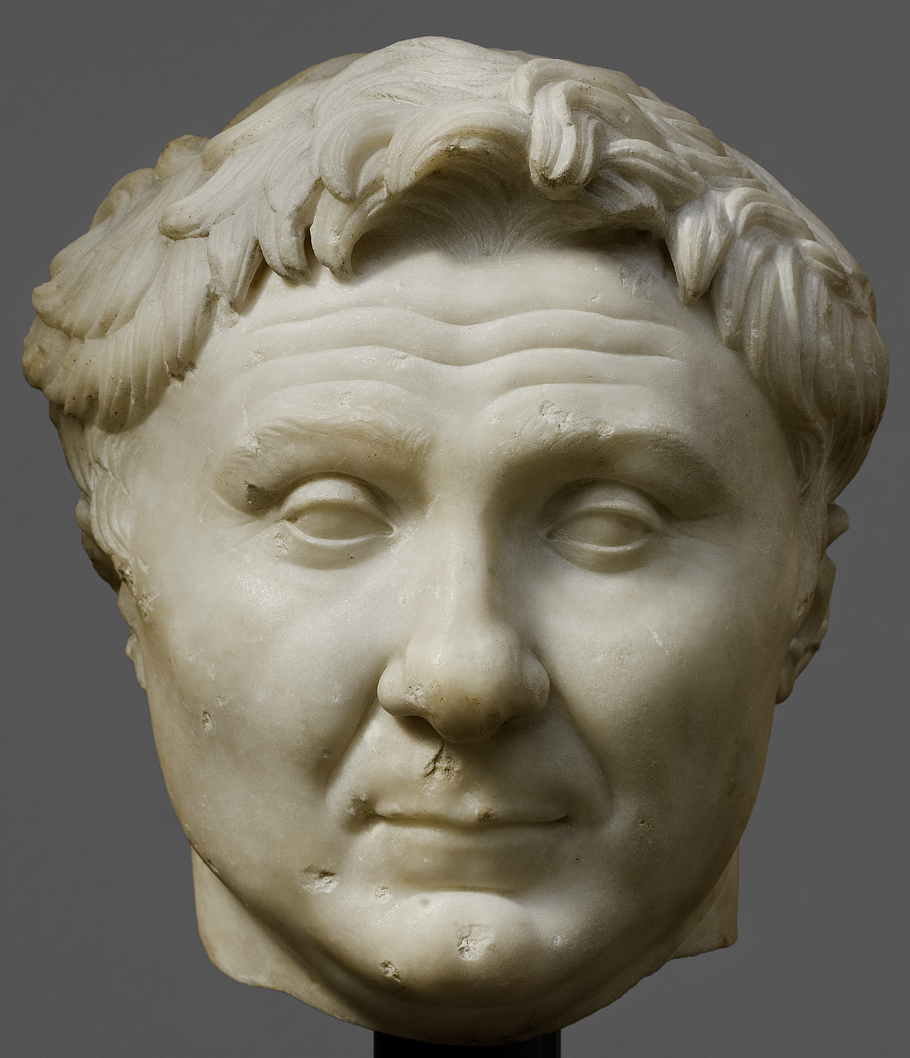
Gnaeus Pompeius Magnus,buste du Ny Carlsberg Glyptotek, Copenhagen.

Les Pompeii (singulier: Pompeius) sont les membres de la gens Pompeia, une famille plébéienne de la Rome antique apparaissant pour la première fois dans l'histoire au IIe siècle av. J.-C. et occupant fréquemment les plus hautes fonctions de l'État romain jusqu'à l'époque impériale. Le premier des Pompeii à obtenir le consulat fut Quintus Pompeius en -141, mais de loin le plus connu de la gens fut Cnaeus Pompeius, connu en français sous le nom de Pompée, surnommé Magnus,.

## Origine
On pense généralement que le nomen Pompeius est dérivé du praenomen osque Pompo, équivalent au latin Quintus, et donc d'un nomen patronymique. Les gentilice Pompilius et Pomponius, avec lesquelles Pompeius est fréquemment confondue, dérivent également de Pompo. Le suffixe formant les gentils -eius était typique des familles sabines, suggérant que les Pompéi étaient d'origine sabine ou osque. Cicéron décrit Quintus Pompée, le consul de 141 avant JC, comme un homme « d'origine humble et obscure »,.
Chase propose une étymologie alternative : que Pompée et les noms similaires étaient plutôt dérivés de pompa, une procession, ou d'un cognomen dérivé Pompo, signifiant non pas « cinquième », mais un participant à une procession ; mais il conclut que toutes ces hypothèses sont incertaines.

## Branches et cognomen
Selon Velleius Paterculus, les Pompeii de la République étaient divisés en deux ou trois familles distinctes, dont deux peuvent être reconstituées avec un haut degré de probabilité. On ne sait pas comment ils étaient liés. Ils utilisaient des ensembles de praenomen presque entièrement différents, ce qui était inhabituel, car en règle générale, certains praenomina ancestraux étaient utilisés par toutes les branches d'une gens, bien que d'autres puissent être uniques à des souches individuelles.
La première branche à apparaître à Rome a acquis le cognomen Rufus, signifiant quelqu'un aux cheveux roux, mais elle n'a été transmise que par une seule lignée. On pense également que le cognomen Bithynicus a appartenu à une branche de cette famille, bien qu'il ne soit pas certain comment le nom, une référence à la Bithynie, a été acquis, ni quand précisément,.
L'autre branche, qui a joué un rôle remarquable dans les dernières décennies de la République et sous le début de l'Empire, utilisait principalement des cognomen personnels, comme Strabo, Magnus, Pius et Faustulus,. Strabo, désignant quelqu'un avec un louchement prononcé, appartenait au père du triumvir, et on dit qu'il était le surnom de son cuisinier, dont le nom propre était Ménogène ; mais c'est ensuite devenu le surnom de Pompée, parce qu'il ressemblait au cuisinier,[pas clair].
Magnus, ou « grand », était à l'origine une épithète du triumvir, qui gagna une renommée en tant que général sous le commandement de Sylla, puis seul. ses fils et certains de leurs descendants utilisaient également ce nom pour signifier leur lien avec lui. Pius, ou « fidèle », était supposé par le fils du général[pas clair], Sextus, pour signifier son dévouement filial à poursuivre la vengeance au nom de son père et de son frère. Faustulus, trouvé comme cognomen sur les pièces de monnaie d'un Sextus Pompeius, vraisemblablement membre de la même famille, est un diminutif de Faustus, signifiant « chanceux »,.
Divers cognomen étaient portés par d'autres Pompeii, y compris un certain nombre d'affranchis et leurs descendants, mais la majorité des Pompeii qui vivaient à l'époque de la République ne portaient aucun cognomen.

## Membres sous la République

### Descendants d'Aulus Pompeius
- Aulus Pompeius, (v.-210 - ?)[8];
  - Aulus Pompeius, (v.-185 - ?);
    - Aulus Pompeius, (v.-145 - ap.-102), tribun de la plèbe en -102[a 5],[a 6] ;
      - Aulus Pompeius, (v.-115 - av.-45), questeur, légat en -74;
      - Quintus Pompeius Bithynicus, (-108 - -48), questeur en -75[a 7];
        - Pompeius Bithynicus, (v.-80 - -42), propréteur de Sicile[a 8],[a 9],[a 10];

      - Sextus Pompeius, (v.-105 - ?);

  - Quintus Pompeius, (v.-184 - ap.-131), consul en -141, censeur en -131[a 11],[a 12],[a 13] ;
    - Pompeia, (v.-150 - ?), épouse de Caius Sicinius[a 14];
    - Quintus Pompeius Rufus, (v.-135 - -88), tribun de la plèbe en -99, préteur en -91, consul en -88[b 1];
      - Quintus Pompeius Rufus, (v.-110 - -88), gendre de Sylla;
        - Pompeia, (v.-90 - ap.-62), épouse de Caius Iulius Caesar[a 15],[a 16];
        - Quintus Pompeius Rufus, (v.-88 - ap.-52), tribun de la plèbe en -52;

      - Quintus Pompeius Rufus, (v.-100 - ap.-56), préteur en -63, proconsul d'Afrique;

### Descendants de Cnaeus Pompeius
- Cnaeus Pompeius, (v.-190 - ?)[b 2];
  - Cnaeus Pompeius, (v.-165 - ap.-129), sénateur romain;
  - Sextus Pompeius, (v.-160 - -117), préteur en -120, proconsul de Macédoine;
    - Sextus Pompeu, (v.-135 - ap.v.89), philosophe;
      - Sextus Pompeius, (v.-95 - ap.-35), consul en -35[a 17];
        - Sextus Pompeius, (v.-50 - ?);
          - Sextus Pompeius, (v.-20 - v.33), consul en 14, proconsul d'Asie[a 18],[a 19],[a 20],[a 21],[a 22],[a 23],[b 3],[b 4];
            - Sextus Pompeius, (v.10 - ap.33/7);

      - Quintus Pompeius, (v.-90 - ap.-44), ami de Cicéron[a 24] ;
        - Cnaeus Pompeius, (v.-70 - -14), consul suffect en -31[b 5];
          - (Cnaeus) Pompeius, (v.-40 - ap.-14), augure, Frères Arvales en -14;

        - Sextus Pompeius, (v.-65 - ?);

    - Cnaeus Pompeius Strabo, (v.-133 - -87), consul en -89, proconsul[b 6] ;
      - Cnaeus Pompeius Magnus, (29/9/-106 - 28/9/-48), consul en -70, -55 et -52[b 7];
        - Cnaeus Pompeius Magnus, (v.-78 - 12/4/-45), légat;
        - Sextus Pompeius Magnus Pius, (-75 - -35), augure, proconsul de Sicile, consul désigner;
          - Pompeia, (v.-42 - ap.-39), fiancé à Marcellus, neveu d'Octavien[a 25];

        - Pompeia, (v.-74 - av.-35), épouse de Faustus Cornelius Sulla puis de Lucius Cornelius Cinna;

      - Pompeia, (v.-96 - ap.-81), épouse de Lucius Memmius;

### Titi Pompeii
Les Titi Pompeii sont inscrits dans la Tribu Cornelia.
- Titus Pompeius, (v.-140 - ?);
  - Titus Pompeius, (v.-115 - ap.-89), tribun militaire? en -89[b 8];
    - Titus Pompeius Longinus, (v.-80 - ap.-49), tribun militaire ou questeur?;
      - ? Titus (Pompeius), (v.-50/40 - ?);
        - Titus Pompeius, (v.-20/10 - ap.20/55), consul suffect v.20/55;

### Autres
- Lucius Pompeius, tribun militaire en -171 av. J.-C. dans l'armée du consul Publius Licini Cras pendant la guerre contre Persée de Macédoine[a 26].
- Pompeia, épouse de Publius Vatinius, tribun de la plèbe en 59 av. J.-C.
- Marcus Pompeius, légat en -72/1.

#### Pompeii Trogi
Les Pompeii Trogi sont originaire de Vasio.
- Cnaeus Pompeius Trogus, (v.-120 - ap.-76/2), devint citoyen romain grâce à Pompée durant la Guerre sertorienne;
  - Cnaeus Pompeius, (v.-95 - ap.-66/2), praefectus equitum;
  - Pompeius, (v.-90 - ap.-52), secrétaire de César;
    - Pompeius Trogus, (v.-60 - ap.-20/19), historien[a 27];

#### Pompeii Theophanes
Les Pompeii Theophanes sont originaire de Mytilène, ils sont inscrits dans la Tribu Clustumina.
- Hieroitas, (v. -115 - ?), notable de Mytilène;
  - Cnaeus Pompeius Theophanes, (v. -90 - ap. -44), historien[9];
    - Cnaeus Pompeius Theophanes, (v. -55 - ap. -21), hyparque en -21;
    - (Marcus) Pompeius Macer, (v. -45 - ap. 33), procurateur en Asie;
      - Quintus Pompeius Macer, (v.- 25/0 - ap. 33), préteur en 15[a 28],[a 29];
        - ? (Pompeius Macrinus), (v. 10 - ?);
          - ? Marcus (Pompeius Macrinus), (v. 45 - ?);
            - Marcus Pompeius Macrinus, (v. 75 - ap. v. 130), consul suffect en 115, proconsul d'Afrique[b 9];
              - ? Marcus Pompeius Macrinus Theophanes, (v. 100 - av. 165/70);
                - Pompeia Agrippinilla, (v. 125 - ap. 165/70), épouse de Marcus Gavius Squilla Gallicanus;
                - Marcus Pompeius Macrinus, (v. 130 - ap. 164), consul en 164;

              - Marcus Pompeius A(...), (v.110 - ap.118);

      - Pompeia Macrina, (v. -20 - ap. 33), épouse de (Iulius) Argolicus;

## Sous le Principat

### Pompeii de Narbonnaise

#### Pompeii d'Arelate

##### Pompeii Prisci
Les Pompeii Prisci sont inscrits dans la Tribu Teretina.
- Marcus (Pompeius), (v.-45 - ?);
  - Marcus Pompeius Priscus, (v.-20 - ap.20);
    - Marcus Pompeius Silvanus Staberius Flavianus, (v.5 - 82), consul suffect en 45 et 76, proconsul d'Afrique[10],[11],[12],[a 30];

##### Pompeii Silvani
- Pompeius Paulinus, (v.-5 - ap.48), praefectus annonae;
  - Aulus Pompeius Paulinus, (v.15 - ap.57), consul suffect en 53/4, légat d'Auguste propréteur de Germanie;
  - Pompeia Paulina, (v.20/5 - ap.65), épouse de Lucius Annaeus Seneca;

#### Pompeii deVienna
- Titus (Pompeius), (v.-5/5 - ?);
  - Titus Pompeius Albinus, (v.15/25 - ap.45/65), procurateur de César Auguste;
    - ? Pompeia Sextina, (v.50 - ?);

##### Pompeii Vopisci
- Lucius Pompeius Vopiscus, (v.25 - ap.69), consul suffect en 69[a 31];
  - Lucius Pompeius Vopiscus Caius Arruntius Catellius Celer, (v.35 - ap.92), consul suffect en 77, fils adoptif du précédent;
    - Pompeia Celerina, (v.60 - av.97), épouse un sénateur romain au nom inconnu, puis Quintus Fulvius Gillo Bittius Proculus;
    - (Pompeia) Celerina, (v.60 - ?), épouse de Lucius Venuleius Montanus Apronianus, homonyme de la précédente?;
    - Lucius (Pompeius), (v.75 - ?);
      - Quintus Pompeius Vopiscus Caius Arruntius Catellius Celer, (v.105 - ap.155), consul suffect, proconsul d'Afrique[b 10];
        - Pompeius Vopiscus, (v.125 - ap.155), légat d'Auguste propréteur de Thrace;

#### Pompeii deNemausus
- Lucius Pompeius, (v.40 - ?), notable de Nemausus;
  - Pompeia Plotina, (v.60 - v.123), épouse de Marcus Ulpius Traianus;
  - ? Pompeia Marullina, (v.65 - ?), épouse de Decimus Terentius Scaurianus?;

#### Autres
- Caius Pompeius Longus Bassus, (v.5 - ap.49), consul en 49.
- Sextus Pompeius Festus, (date de naissance et de décès inconnue), grammairien.

### Pompeii Longini
- Pompeius Longinus, (v.30 - ap.69), tribun d'une cohorte prétorienne;
  - Cnaeus Pinarius Aemilius Cicatricula Pompeius Longinus, (v.50 - 105), consul suffect en 90, légat d'Auguste propréteur de Moesie Supérieur puis de Pannonie[a 32],[b 11],[b 12];

### Pompeii Collega
- Cnaeus Pompeius Collega, (v.30 - ap.76), consul suffect en 71[b 13];
  - Sextus Pompeius Collega, (v.60 - ap.100), consul en 93[13];

### Pompeii Falco
Les Pompeii Falco sont inscrits dans la Tribu Quirina.
- Sextus Pompeius Priscus, (v.40 - ?);
  - Sextus Pompeius Priscus, (v.65 - ?);
  - Quintus Roscius Coelius Murena Pompeius Falco, (v.71 - ap.140), consul suffect en 108, proconsul d'Asie[a 33],[13];
    - Quintus Pompeius Sosius Priscus, (v.117 - 180), consul en 149;
      - Quintus Pompeius Roscius Sosius Priscus, (v.136 - ap.184), consul en 169;
        - Quintus Pompeius Sosius Falco, (v.160 - ap.193), consul en 193;
          - Quintus Pompeius Falco Sosius Priscus, (v.188 - ap.v.215), questeur, préteur désigner;

        - Pompeia, (v.165 - ?), épouse de Caius Iulius Erucius Clarus Vibianus;

      - Pompeia Sosia Falconilla, (v.140 - ?), épouse de Marcus Pontius Laelianus;

    - ? Pom(peia) Falco(nilla?);

### Pompeii Faustini
Les Pompeii Faustini sont originaires de Carthage.
- Pompeius Faustinus Severianus, (v.215 - ?), consul suffect;
  - Pompeius Faustinus, (v.250 - ap.300), corrector Campania, Préfet de Rome en 300;
    - Pompeius Appius Faustinus, (v.275 - ?), préteur urbain;
    - Pompeia Appia Cincia Agathoclia, (v.280 - ?);

### Autres
- Caius Pompeius Planta, (v.40 - ap.100), procurateur de Lycie-Pamphylie en 74/6, Préfet d'Égypte de 98 à 100[a 34].
- Cnaeus Pompeius Catullinus, (v.50 - ap.90), consul suffect en 90.
- Caius Pompeius Ferox Licinianus, (v.55 - ap.98), consul suffect en 98.
- Pompeius Muscosus, (v.60 - ap.v.90), aurige qui gagna 3559 course de chars[14].
- Iulius Pompeius Rusonianus, (v.150/70 - ap.204), consul suffect v.200.
- Pompeius Cerialis, (v.160 - ap.201), procurateur en Égypte.
- Pompeius Probus, (v.270 - ap.314), consul en 310, Préfet du prétoire d'Orient de 310 à 314[15],[16].
- Pompeius Grammaticus, (v.470 - ?), grammairien[17].